# American Association of Port Authorities
La AAPA (sigla di American Association of Port Authorities, "associazione americana delle autorità portuali") è un'associazione di autorità portuali nordamericane, dal Canada ai Caraibi. Venne fondata nel 1912 e ha attualmente sede in Alexandria (Virginia).  Lo scopo dell'associazione è di rappresentanza a livello mondiale e verso le istituzioni politiche dei vari paesi. Rappresenta e promuove il territorio da un punto di vista delle aree di interesse logistico, le persone le organizzazioni in relazione con i porti membri. È coinvolto come soggetto, nella redazione dell'accordo quadro per la definizione della politica nazionale del trasporto merci del Dipartimento Trasporti USA.